# Rudolf Rasch
Erik Wilhelm Rudolf Rasch, född 27 februari 1871 i Näsviken, Forsa församling, Hälsingland, död 1964, var en svensk skådespelare. Han var far till balettdansösen Ellen Rasch.

## Filmmedverkan
- 1926 – Fänrik Ståls sägner-del II